# Cetonia viridescens
Cetonia viridescens är en skalbaggsart som beskrevs av Edmund Reitter 1891. Cetonia viridescens ingår i släktet Cetonia och familjen Cetoniidae. Inga underarter finns listade i Catalogue of Life.